# Гамрекели, Ираклий Ильич
Ираклий Ильич Гамрекели (5 (17) мая 1894, Гори — 10 мая 1943, Тбилиси) — грузинский художник. Заслуженный деятель искусств Грузинской ССР (1934).

## Биография
Творческую работу в Тбилисском театре им. Шота Руставели начал в 1922 году, сотрудничая с режиссёрами Котэ Марджанишвили, Сандро Ахметели и др. Оформил в этом театре более 50 спектаклей.
Оформил кинофильм «Арсен» на Грузинской киностудии.
Работал в театрах Москвы, Ленинграда, Киева, Саратова, Баку.
Награждён орденом «Знак Почёта» (05.09.1936 — «за выдающиеся заслуги в деле развития грузинского театрального искусства»).

## Основные работы

### Тбилисский академический драматический театр имени Ш. Руставели
- «Гамлет» Шекспира (1925);
- «Анзор» Шаншиашвили (1928),
- «Разлом» Лавренёва(1928);
- «Тетнульд» Дадиани1931),
- «Разбойники» Шиллера(1933);
- «Арсен» Шаншиашвили (1936),
- «Отелло» Шекспира (1937);
- «Из искры» Дадиани(1937),
- «Человек с ружьём» Погодина (1939);
- «Богдан Хмельницкий» Корнейчука (1940),
- «Измена» Сумбатова-Южина (1940),
- «Киквидзе» Дарасели (1941),
- «Невеста из афиш» Гольдони (1942) и др.

### Тбилисский театр оперы и балета имени Палиашвили
- «Абесалом и Этери» Палиашвили (1937),
- «Сердце гор» Баланчивадзе (1938),
- «Ладо Кецховели» Киладзе (1941),
- «Патара Кахи» Гокиели (1943)